# Charles Brown (Erzbischof)

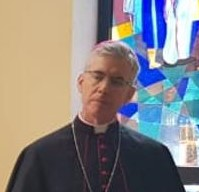
Charles John Brown (2020)

Charles John Brown, üblich Charles J. Brown, (* 13. Oktober 1959 in New York, USA) ist ein römisch-katholischer Erzbischof und Diplomat des Heiligen Stuhls.

## Leben
Charles Brown studierte zunächst an der University of Notre Dame in Notre Dame, Indiana, wo er den Bachelor of Arts in Geschichtswissenschaft erlangte. Anschließend erwarb er an der Universität Oxford den Master of Arts in Mediävistik, am Saint Joseph’s Seminary in Yonkers, New York, einen Master in Katholische Theologie sowie das Lizenziat in Katholischer Theologie am Päpstlichen Athenaeum Sant’Anselmo in Rom, wo er auch zum Dr. theol. im Fach Sakramententheologie promovierte. Am 13. Mai 1989 empfing er in der St. Patrick’s Cathedral in New York das Sakrament der Priesterweihe für das Erzbistum New York. Anschließend war er bis 1991 Kaplan in der Pfarrei St. Brendan in der New Yorker Bronx.
1994 trat er in den Dienst der Römischen Kurie und wurde Mitarbeiter in der Kongregation für die Glaubenslehre. Am 6. Mai 2000 verlieh ihm Papst Johannes Paul II. den Ehrentitel Kaplan Seiner Heiligkeit (Monsignore). Im September 2009 berief ihn William Joseph Kardinal Levada zum beigeordneten Sekretär der Internationalen Theologenkommission.
Papst Benedikt XVI. ernannte ihn am 26. November 2011 zum Titularerzbischof von Aquileia und zum Apostolischen Nuntius in Irland. Die Bischofsweihe spendete ihm Benedikt XVI. am 6. Januar 2012 im Petersdom; Mitkonsekratoren waren Kardinalstaatssekretär Tarcisio Bertone SDB und Kurienkardinal William Joseph Levada.
2013 wurde er von Kardinal-Großmeister Edwin Frederick O’Brien zum Großkomtur des Ritterordens vom Heiligen Grab zu Jerusalem ernannt und am 18. Mai 2013 durch Seán Kardinal Brady, Großprior des Ordens in Irland, investiert.
Papst Franziskus ernannte ihn am 9. März 2017 zum Apostolischen Nuntius in Albanien. Am 28. September 2020 Brown zum Apostolischen Nuntius auf den Philippinen bestellt.